# 黄粘毛翠雀花
黄粘毛翠雀花（学名：Delphinium viscosum var. chrysotrichum）是毛茛科翠雀属黏毛翠雀花的变种。分布在锡金、尼泊尔以及中国大陆的西藏等地，生长于海拔3,200米的地区，一般生长在山地草坡，目前尚未由人工引种栽培。